# Liste des cardinaux créés par Paul V
Au cours de son pontificat, le pape Paul V a créé 60 cardinaux à l'occasion de 10 consistoires ordinaires.

## Créé le 18 juillet 1605
- Scipione Caffarelli-Borghese  Italie

## Créés le 11 septembre 1606
- Ludovico de Torres  Italie
- Orazio Spinola  Italie
- Maffeo Barberini  Italie (deviendra le pape Urbain VIII)
- Giovanni Garzia Millini  Italie
- Bartolomeo Ferratini  Italie
- Bonifazio Caetani  Italie
- Marcello Lante  Italie
- Orazio Maffei  Italie

- Zbyněk Berka z Dubé  Autriche, sa création était prévue, mais il meurt le 6 mars 1606

## Créés le 10 décembre 1607
- Ferenc Forgách de Ghymes  Hongrie
- François de La Rochefoucauld  France
- Jerónimo Xavierre OP  Espagne
- Maurice de Savoie  Italie
- Ferdinando Gonzaga  Italie

## Créés le 24 novembre 1608
- Michelangelo Tonti  Italie
- Fabrizio Verallo  Italie
- Giambattista Leni  Italie
- Lanfranco Margotti  Italie
- Luigi Capponi  Italie

## Créés le 17 août 1611
- Decio Carafa  Italie
- Domenico Rivarola  Italie
- Metello Bichi  Italie
- Jean de Bonsi  Italie
- Filippo Filonardi  Italie
- Pier Paolo Crescenzi  Italie
- Giacomo Serra  Italie
- Orazio Lancellotti  Italie
- Agostino Galamini OP  Italie
- Gaspar de Borja y Velasco  Espagne
- Felice Centini OFM Conv  Italie

## Créés le 2 décembre 1615
- Francesco Vendramin  Italie
- Louis III de Lorraine-Guise  France
- Roberto Ubaldini  Italie
- Tiberio Muti  Italie
- Gabriel Trejo y Paniagua  Espagne
- Baltasar Moscoso y Sandoval  Espagne
- Carlo di Ferdinando de’ Medici  Italie
- Vincenzo II Gonzaga  Italie
- Giulio Savelli  Italie
- Alessandro Orsini  Italie

- in pectore Melchior Klesl  Autriche

## Créé le 9 avril 1616
- Melchior Klesl  Autriche

## Créés le 19 septembre 1616
- Alessandro Ludovisi  Italie  (deviendra le pape Grégoire XV)
- Ladislao d'Aquino  Italie
- Ottavio Belmosto  Italie
- Pietro Campori  Italie
- Matteo Priuli  Italie
- Scipione Cobelluzzi  Italie

## Créés le 26 mars 1618
- Henri de Gondi  France
- Francisco Goméz de Sandoval y Rojas  Espagne

## Créé le 29 juillet 1619
- Ferdinand d'Autriche  Espagne

## Créés le 11 janvier 1621
- Francesco Cennini de' Salamandri  Italie
- Guido Bentivoglio d'Aragona  Italie
- Pietro Valier Italie
- Eitel Friedrich von Hohenzollern-Sigmaringen  Allemagne
- Louis de Nogaret de La Valette d'Épernon  France
- Giulio Roma  Italie
- Cesare Gherardi  Italie
- Desiderio Scaglia OP  Italie
- Stefano Pignatelli  Italie
- Agustín Spínola Basadone  Italie

### Source
- Charles Berton et Jacques-Paul Migne, Dictionnaire des cardinaux : contenant des notions générales sur le cardinalat, Paris, Jacques-Paul Migne, 1857, 1824 p. (lire en ligne) La Liste des Cardinaux créés par Paul V est page 1769.